# Lista de bairros de Rio Branco
Esta é uma lista de bairros de Rio Branco, capital do estado brasileiro do Acre
: 

## Regional I Belo Jardim[6]
- Belo Jardim I
- Belo Jardim II
- Cidade do Povo
- Recanto dos Buritis
- Rosa Linda
- Santa Inês
- Santo Afonso

## Regional II Cadeia Velha
- Adalberto Aragão
- Aviário
- Baixa da Colina
- Base
- Bosque
- Cadeia Velha
- Casa Nova
- Capoeira
- Centro
- Cêramica
- Dom Giocondo
- Guiomar Santos
- Habitasa
- Ipase
- Jardim São Francisco
- Jardim Tropical
- José Augusto
- Morada do Sol
- Papouco
- Vila Ivonete

## Regional III Calafate
- Calafate
- Chácara Ipê
- Ilson Ribeiro
- Jardim de Alah
- Jardim Europa
- Laélia Alcântara
- Pedro Roseno
- Portal da Amazônia
- Jardim Universitário
- Waldemar Maciel
- Village Tiradentes

## Regional IV Estação Experimental
- Boa Esperança
- Campus da Universidade Federal do Acre
- Conquista
- Distrito Industrial
- Engenheiros
- Estação Experimental
- Flor de Maio
- Geraldo Fleming
- Horto Florestal de Rio Branco
- Iolanda
- Isaura Parente
- Jardim América
- Jardim Brasil
- Jardim Manoel Julião
- Jardim Primavera
- Joafra
- Manoel Julião
- Mariana
- Nova Estação
- Mocinha Magalhães
- Parque das Palmeiras
- Paulo C de Oliveira
- Paz
- Petrópolis
- Rui Lino
- Santa Quitéria
- Tangará
- Tucumã
- Universitário
- Vila Maria
- Village Waldemar Maciel

## Regional V Floresta
- Abraão Alab
- Doca Furtado
- Floresta
- Floresta Sul
- Ivete Vargas
- Jardim Nazle
- Habitar Brasil
- Mascarenhas de Moraes
- Nova Esperança
- Vila Betel II

## Regional VI Baixada
- Aeroporto Velho
- Ayrton Sena
- Bahia Nova
- Bahia Velha
- Boa União
- Boa Vista
- Glória
- João Eduardo I
- João Eduardo II
- João Paulo II
- Palheral
- Pista
- Plácido de Castro
- Preventório
- Sobral
- Volta Seca

## Regional VII São Francisco
- Apolônio Sales (Loteamento Santa Luzia)
- Chico Mendes
- Eldorado
- Jaguar
- Ouricuri
- Panorama
- Parque dos Sabiás
- Placas
- São Francisco
- Vitória

## Regional VIII 6 de Agosto
- 6 de Agosto
- Areal
- Canaã
- Comara
- Cidade Nova
- Praia do Amapá (praia fluvial, muito comum na Amazônia)
- Quinze
- Taquari
- Triângulo Novo
- Triângulo Velho

## Regional IX Tancredo Neves
- Alto Alegre
- Adalberto Sena
- Defesa Civil
- Irineu Serra
- Jorge Lavocat
- Montanhês
- Novo Horizonte
- Oscar Passos
- Raimundo Melo
- Vila Nova
- Wanderley Dantas
- Xavier Maia

## Regional X Vila Acre
- Benfica
- Itucumã
- Santa Helena
- Vila Acre
- Vila da Amizade

## Vilas na Área Rural de Rio Branco
- Vila Aeroporto (Aeroporto Internacional de Rio Branco)
- Vila Albert Sampaio
- Vila Custódio Freire
- Vila Santa Cecília
- Vila Santa Helena